# 샤쿠도역
샤쿠도역(일본어: 尺土駅)은 일본 나라현 가쓰라기시에 위치한 긴키 닛폰 철도의 철도역이다. 긴테쓰 미나미오사카 선의 소속역이며, 이 역을 기.종점으로 하는 긴테쓰 고세 선 등 2개의 노선이 운행 중이다. 역 번호의 경우 미나미오사카 선은 F 23, 고세 선은 P 23이며, 섬식 승강장 2면 4선의 구조를 갖춘 지상역이다.

## 타는 곳
| 1 · 2 | F 미나미오사카 선 | 하행                                 | F 가시하라진구마에 · 요시노 방면                         |
| 1 · 2 | P 고세 선         | -                                    | P 고세 방면                                              |
| 3 · 4 | F 미나미오사카 선 | 상행                                 | F 후루이치 · 오사카아베노바시 방면 · O 가와치나가노 방면 |
| 3 · 4 | F 미나미오사카 선 | (고세 선 내 환승 열차의 하차 승강장) |                                                          |

| ← 후루이치 · 오사카아베노바시 방면 |            | → 가시하라진구마에 · 요시노 방면 |
|                                    | ↓고세 방면 |                                  |

## 이용 현황
- 2005년 11월 8일 : 4,975명
- 2008년 11월 18일 : 4,725명
- 2010년 11월 9일 : 4,406명
- 2012년 11월 13일 : 4,345명
- 2015년 11월 10일 : 4,326명

## 역 주변
- 국도 제166호선 · 국도 제168호선
- 나가오 신사

## 인접 역
| 긴키 닛폰 철도 F 미나미오사카 선   | 긴키 닛폰 철도 F 미나미오사카 선 | 긴키 닛폰 철도 F 미나미오사카 선   |
| ---------------------------------- | -------------------------------- | ---------------------------------- |
| F16 후루이치 오사카아베노바시 방면 | ■ 급행 · ■ 구간급행              | 다카다시 F24 가시하라진구마에 방면 |
| F22 이와키 오사카아베노바시 방면   | ■ 준특급 · ■ 보통                | 다카다시 F24 가시하라진구마에 방면 |
| 긴키 닛폰 철도 고세 선             |                                  |                                    |
| 시·종착역                          | P 고세 선                        | 긴테쓰신조 P24 긴테쓰고세 방면     |